# 施起元
施起元（约1605年—约1673年），字君贞，福建福清人，清初政治人物。

## 生平
順治六年（1649年）中式己丑科三甲第三十一名進士。擢广东布政司右参议，分守岭东道。